# ダメっ妹喫茶♥でぃあ
『ダメっ妹喫茶♥でぃあ』（ダメっこきっさ・でぃあ）は、柚木涼太による日本の漫画作品。スクウェア・エニックスの漫画雑誌『月刊ガンガンJOKER』及び同社のウェブコミック配信サイト『ガンガンONLINE』で並行連載されていた。

## 概要
本作のプロトタイプは『ガンガンパワード』の勝ち抜き投稿企画「4ページで4コママンガやってみないか？」のエントリー作品「でぃあ♥妹!」（でぃあ・まい）である。「でぃあ♥妹!」は『ガンガンパワード』No.10（2008年2月号）でのエントリー以降、6月号まで3回連続で勝ち抜きを達成し2008年12月号に読み切りとして第4話が掲載された。
その後、『ガンガンパワード』は2009年4月号を以て休刊し、同誌の実質的後継誌である『月刊ガンガンJOKER』で2009年5月号（創刊号、4月22日発売）より「でぃあ♥妹!」の設定をリニューアルした本作の連載が開始されることになったが、『月刊ガンガンJOKER』に先行する形で『ガンガンONLINE』でも同年4月16日より並行して連載が開始され、ONLINE版は2010年3月18日まで全11話（1巻発売時の特別編を除く）が、JOKER版は同年4月号（3月20日発売）まで全12話が連載された。連載に際しては「でぃあ♥妹!」よりもキャラクターの頭身が低く設定され、全般的にデフォルメの効いた絵柄になっている。
『月刊ガンガンJOKER』連載版は「でぃあ♥妹!」と同様の4コマ漫画形式であるのに対し、ONLINE版は4コマではなく通常の漫画と同様の形式で描かれている。ONLINE版の話数は「#1」、JOKER版の話数は「1妹（まい）め。」とカウントされていた。

## あらすじ
丸井京介が経営する妹喫茶『Dear』。この店では、「妹」となった店員達が、「お兄ちゃん」である客を癒すはずなのだが、重度の対人恐怖症・黒澤いおりを始め、全ての店員が“ダメ”な問題児だった。この物語は、そんな店員達が繰り広げるドタバタコメディである。

## 登場人物
プロフィールの一部は単行本の作者コメント及び第2巻のカバ中（カバーをめくった単行本の本体表裏）記載の設定に基づく。

### 妹喫茶「Dear」
丸井京介が経営するコスプレ系飲食店。店員は来客の「妹」という設定で「お兄ちゃん」と呼び掛ける。主要メンバーはいおり・愛・紫音・千景の4名だが、この4名以外の店員も働いている。
黒澤 いおり（くろさわ いおり）
2月29日生まれのO型。高校1年生。生まれついての超ネガティブ思考で、学校でも数ヶ月に一度しかクラスメイトと話せないほど重度の対人恐怖症。それを克服する為にウェイトレスとして働いているが、改善の兆しはあまり見られない。しかし、幼少の頃から一人遊びに興じていた為か超人的な集中力と記憶力を身に付けており、射撃ではその能力を最大限に発揮する。母親はいおりがバイト仲間と仲良くしているのを素直に喜んでいるのに対して、いおりに輪を掛けて引っ込み思案な性格の父親はいおりがバイト仲間に騙されているのではないかと疑心暗鬼に陥っている。
小暮 愛（こぐれ まな）
12月6日生まれのA型。高校1年生。妹が1人いる。気が強く、時には自分の失敗を棚上げしてお兄ちゃん相手でも構わず逆ギレすることもあり、いおりの鈍臭さとマイナス思考全開な態度にいつも苛立っている。その一方で、ビキニを普通に着られないほどのお子ちゃま体型がコンプレックス。ツンデレと思われがちだが、デレを発動することは滅多に無く愛のデレ状態を見た者は稀少とされている。学校でのあだ名は「閣下」。
田口 里奈（たぐち りな）
4月2日生まれのAB型。愛と同じ高校の2年生。右目の眼帯と黒のカーディガンが特徴の中二病娘。本人は、本当の名前は紫音（シオン）で魔界の闇組織ブラッディ・シャドウズの手から世界を救う為に下界へ降り立ったと主張している。年下ながら職歴の長いいおりに先輩として尊敬の念を抱いており、周囲から「いおり好き過ぎ」とからかわれることもある反面、愛とは上手く行っておらず時には客を巻き込んでの大喧嘩をすることも。両親はブラッディ・シャドウズに惨殺されたと主張しているが、実際の両親は2人とも健在で公務員として働いている。
ガンガンノベルズ刊行のアンソロジー「中二病でGO!!」では、紫音が主人公の番外編が掲載された。
結城 千景（ゆうき ちかげ）
6妹め。（JOKER版第6話）より加入。4月1日生まれのB型、西高校1年生。3男1女の末っ子で、4人の店員の中では1人だけ家族構成上も「妹」である。いおりと対照的に、ハイテンションで常に明るく前向きな所が長所のボクっ娘。「自己紹介し合ったら友達」をモットーとする。学校の成績は芳しくなく、特に記憶力は破滅的だが人の顔と名前だけはしっかり覚えている。
丸井 京介（まるい きょうすけ）
店長。3月6日生まれのO型。27歳。ダメな店員達に翻弄されている苦労人。対人恐怖症のいおりをいつも気遣っている。本名はONLINE版の第1話冒頭で名乗っているがほとんどの場面で「店長」と呼ばれており、本名を呼ぶのは千景ぐらいである。
妹喫茶を開業した理由は日頃から姉にいびられていることと女装趣味かつブラコンの弟に嫌気が差しての現実逃避であったことが、連載終了後に単行本第2巻のカバー中裏面で明らかにされた。

### 常連客
みのる
いおり目当てで「Dear」に通っている常連客。いおりのウジウジした所に萌えており、いおりが風邪を引いて普段と正反対のハイテンションになった時はみのるの方がひどく落ち込んだ。
健（けん）
右目の隠れた長髪が特徴の常連客。愛を崇拝している。
駿（しゅん）
眼鏡の常連客。紫音と来店の度に「ピコ・デラ・ミランドラ」（紫音曰く、魔界語で「ご武運を」の意味）と挨拶を交わす仲。

## 単行本
- 柚木涼太「ダメっ妹喫茶・でぃあ」(月刊ガンガンJOKER・ガンガンONLINE)全2巻

| 巻数 | 初版発行日     | ISBN                   | プランク          |
| ---- | -------------- | ---------------------- | ----------------- |
| 1    | 2009年11月21日 | ISBN 978-4-7575-2728-7 | 連載開始から7ヶ月 |
| 2    | 2010年5月22日  | ISBN 978-4-7575-2879-6 | 6ヶ月             |